# Banda Black Rio
Banda Black Rio est un groupe brésilien de funk et samba jazz, originaire de Rio de Janeiro. Il est formé en 1976 par le saxophoniste Oberdan Magalhães (pt), lors de l'effervescence culturelle du mouvement Black Rio. Dans sa première phase, sous la direction d'Oberdan, le groupe sort trois albums studio : l'influent Maria Fumaça, en 1977 — choisi par le magazine Rolling Stone Brasil comme le 38e plus grand album de la musique brésilienne ; Gafieira Universel, en 1978 ; et Saci Pererê, en 1980. 
Le groupe se sépare après la mort d'Oberdan en janvier 1984. En 1999, William Magalhães, le fils d'Oberdan, reforme le groupe avec de nouveaux musiciens, après avoir sorti deux albums studio : Movimento, en 2001 — sorti à l'international sous le titre Rebirth — et Super Nova Samba Funk, en 2011.

## Histoire

### Contexte

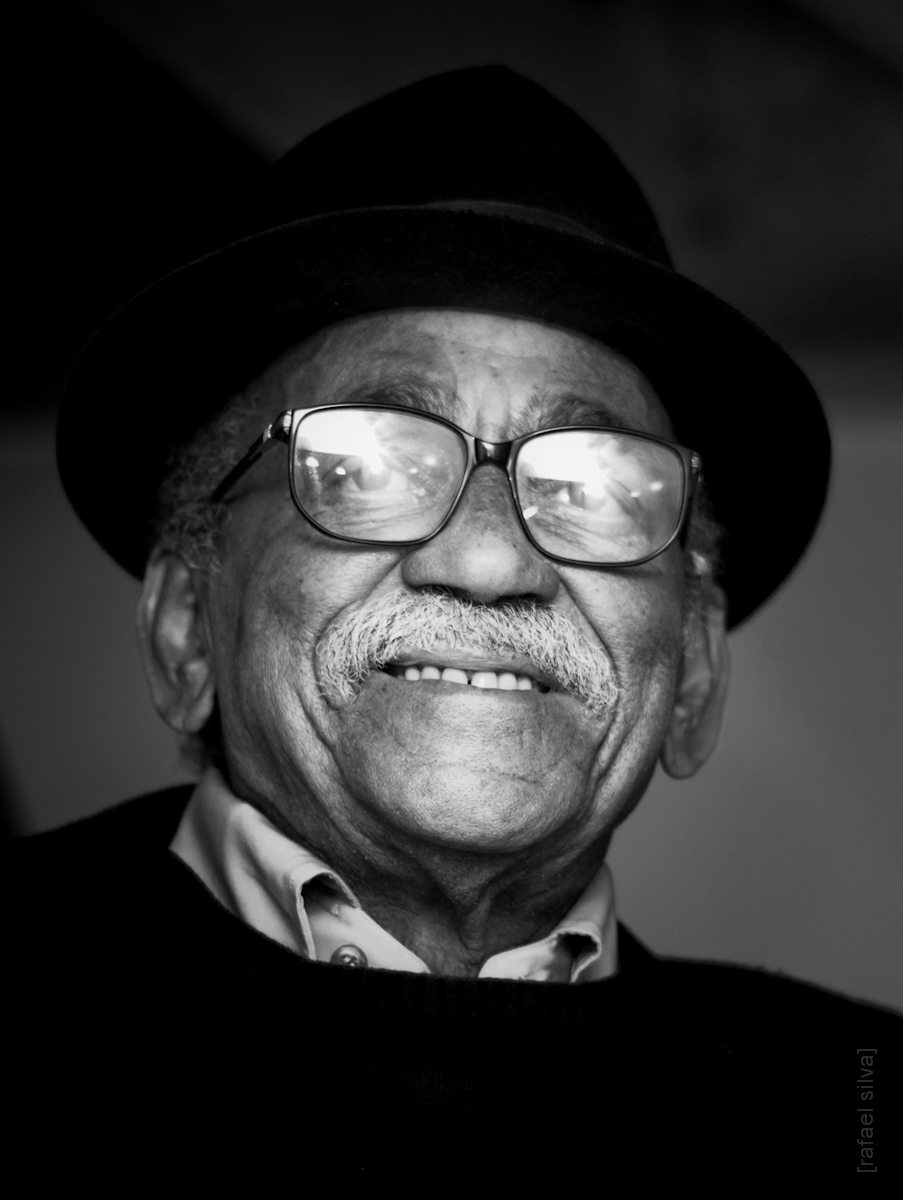
en 2005.

Dans le cadre du mouvement musical lié à Black Rio, Oberdan Magalhães (pt) — un multi-instrumentiste de Rio de Janeiro avec une formation académique en musique et une grande expérience dans les groupes de bal — fait partie de plusieurs groupes dans lesquels il rencontre des musiciens qui formeront plus tard le sien. À la fin des années 1960, il intègre le groupe Impacto 8, qui accompagne le tromboniste Raul de Souza — avec le batteur Robertinho Silva (pt) et le guitariste Frederyko (pt), qui rejoindra plus tard le groupe Som Imaginário dans les années suivantes — pour l'enregistrement de l'album International Hot en 1968, sur le label Equipe. Également à la fin de cette décennie, il participe au groupe Cry Babies — avec Luiz Carlos Batera (pt) et Rosanah Fienngo — qui sort un album éponyme en 1969, sur le label CID Entertainment.
Mais le grand projet de cette phase, qui apporterait une plus grande connaissance d'autres musiciens capables de produire le son recherché par Oberdan, est le groupe Abolição que Dom Salvador constitue pour défendre la chanson Abolição 1860-1960 au Ve Festival International de la Chanson, où elle se classe cinquième sur la scène nationale. Le groupe est composé de plusieurs musiciens, dont Luiz Carlos Batera, Carlos Darcy, qui joue du trombone, et Barrosinho (pt), un trompettiste. Après le festival, le groupe obtient un contrat avec le label Discos CBS et sort Som, Sangue e Raça en 1971. Avec le départ de Dom Salvador pour les États-Unis, le groupe se dissout,.
Oberdan décide de faire un pas en avant et réunit un groupe de musiciens pour jouer à la discothèque Black Horse à Ipanema. Ainsi, outre Barrosinho, il fait appel au pianiste Cristovão Bastos et au bassiste Jamil Joanes — qui a joué avec Som Imaginário —, ainsi qu'aux chanteurs Carlos Dafé (pt) et Sandra de Sá — encore inconnus —, donnant au groupe le nom de Senzala, poursuivant sur le thème de l'esclavage comme le set précédent. Après avoir joué pendant un certain temps dans cette discothèque, ils attirent l'attention des frères Nana et Dori Caymmi qui se produisent à la discothèque Preto 22, et convainquent le présentateur d'emmener ce groupe pour y jouer.
Tout change lorsque Dom Filó, un radiodiffuseur de Rio de Janeiro embauché par la nouvelle maison de disques brésilienne WEA pour embaucher de nouveaux talents, décide d'embaucher les équipes sonores qui exécutent les bals noirs pour sortir des compilations avec les chansons qu'ils jouent pendant les présentations. André Midani va danser sur le terrain de basket de l'Olaria Atlético Clube et souhaite embaucher des groupes et des orchestres capables de jouer pour ce public. Dom Filó travaille avec Alcione Magalhães, le frère d'Oberdan, et décide d'oser en sortant le deuxième LP de l'équipe sonore Soul Grand Prix — le premier à sortir sur WEA, le label Atlantic — comprenant un morceau écrit par un groupe brésilien. Alors, il forme en toute hâte un groupe qu'il nomme Hot Stuff Band, composé d'Oberdan, Darcy, Márcio Montarroyos, Wilson das Neves (pt) et Azymuth, avec José Roberto Bertrami, Alex Malheiros et Ivan Conti (pt). Ils font une reprise de Ju-Ju-Man, du groupe allemand Passport, qui a du succès aux bals. Par la suite, Midani donne carte blanche à Oberdan pour constituer un groupe brésilien afin d'enregistrer un album pour ce public,.

### Formation du groupe
La voie est ainsi ouverte pour la création de Banda Black Rio — le nom que la presse de l’époque utilise pour baptiser le mouvement. Bientôt, Oberdan appelle les musiciens qui forment le groupe Senzala — Barrosinho (trompette), Cristovão Bastos (piano), Jamil Joanes (basse) et Luiz Carlos (batterie et percussions) — ainsi que deux musiciens de studio : Lucio J. da Silva (trombone) et Cláudio Stevenson (guitare). L'idée est de faire de la musique instrumentale, par conséquent, les chanteurs ne sont pas utilisés ; Carlos Dafé remporte un contrat avec WEA et sort également un album en 1977, Pra Que Vou Recordar, accompagné du groupe d'Oberdan.

### Première phase

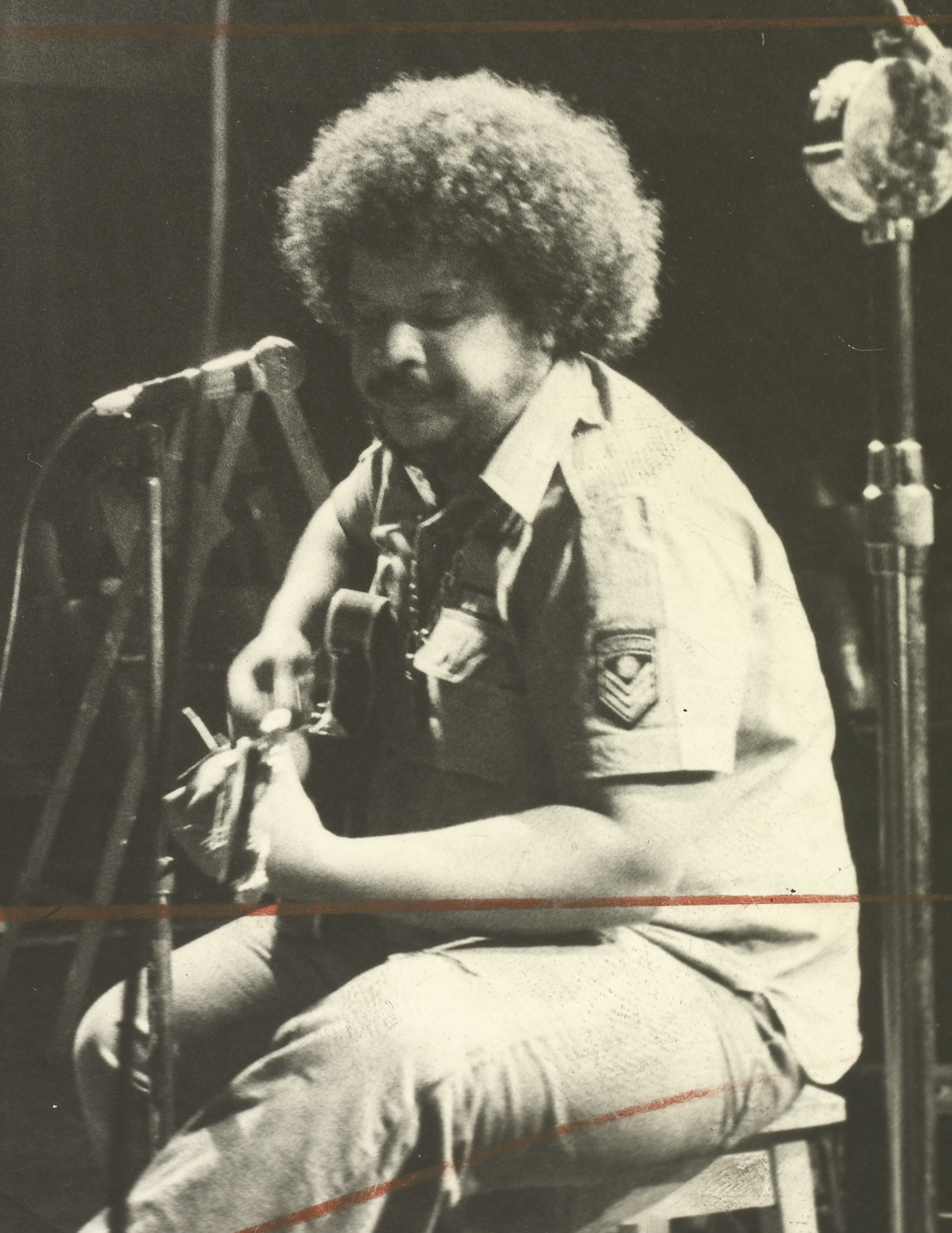
Tim Maia en 1972.

En 1977, le groupe enregistre et sort son premier album, Maria Fumaça, produit par Marco Mazzola. La même année, la chanson qui donne son nom à l'album est le thème d'ouverture de la telenovela Locomotivas (pt), sur Rede Globo. Ils participent également à l'enregistrement du premier album de Raul Seixas chez WEA, O Dia em que a Terra Parou, sur les pistes 1 et 10, ainsi qu'à l'enregistrement du premier album de Tim Maia chez WEA, Tim Maia Disco Club. Cette année, ils participent comme groupe de première partie à une saison de Caetano Veloso au Teatro Carlos Gomes. Le spectacle est basé sur le répertoire de l'album Bicho, qui ne sort sur CD qu'en 2002, dans le coffret Todo Caetano.
Gafieira Universal, le deuxième, est produit par Durval Ferreira et sort en 1978. Cet album marque les débuts du groupe sur RCA Victor.
Le troisième album, Saci Pererê, sort en 1980 et marque les adieux à la première phase d'enregistrement du groupe. Le groupe est dissous après la mort d'Oberdan Magalhães, en janvier 1984.

### Reformation
En 2001, Banda Black Rio est réédité, avec une nouvelle programmation, et sort l'album Movimento,. En 2009, Barrosinho (pt), membre fondateur, meurt à son tour.
En 2011, Banda Black Rio présente Super Nova Samba Funk, sorti par le label anglais Far Out Recordings. L'album montre qu'il est plus qu'un concept musical, c'est l'unification de la musique noire dans des styles variés allant du jazz au rap : c'est l'union des styles, des artistes et des générations. L'album cherche à montrer à son public que le concept original est vivant et, en outre, modernisé. L'album a l'honneur de présenter d'importantes icônes de la musique noire brésilienne telles que Gilberto Gil, Elza Soares et bien d'autres.

## Postérité
Le groupe est considéré comme une grande référence dans le monde de la musique, de par sa fusion musicale originale. Des artistes de renom tels que Mos Def et le groupe Incognito ont enregistré leur musique,.

## Style musical
Le groupe est connu pour jouer dans les styles funk, samba-funk, soul, jazz fusion et samba jazz.

## Membres par album

### Maria Fumaça
- Oberdan Magalhães (pt) : saxophone
- Lucio J. da Silva, Lúcio Trombone : trombone
- Barrosinho (pt) : trompette
- Cláudio Stevenson (pt) : guitare
- Cristovão Bastos (pt) : claviers
- Jamil Joanes (pt) : basse
- Luiz Carlos Batera (pt) : batterie et percussions

### Gafieira Universel
- Oberdan Magalhães : saxophone et flûte
- Lucio J. da Silva, Lúcio Trombone : trombone
- Barrosinho : trompette
- Cláudio Stevenson : guitare et guitare acoustique
- Jorge Barreto (Jorjão) : claviers et chant
- Valdecir Nei Machado : basse et cuíca
- Luiz Carlos Batera : batterie, percussions et chant

### Saci Pererê
- Gerson et Abóbora : chant
- Oberdan Magalhães : saxophone
- Carlos Darcy : trombone
- Barrosinho : trompette
- Claudio Stevenson : guitare
- Jorge Barreto (Jorjão) : claviers et chant
- Décio Cardoso : basse
- Paulinho Braga (pt) : batterie

### Movimento
- William Magalhães : chant, piano et claviers
- Lucio J. da Silva, Lúcio Trombone : trombone
- L. F. Astuce : trompette et voix
- Claudio Rosa : basse
- José Nilton da Silva, Chocolat : batterie
- Wanderlei Silva : percussions

### Super Nova Samba Funk
- William Magalhães : chant, guitare, claviers et basse
- Josué dos Santos : saxophone et flûte
- Will Bone : trombone
- Otávio Nestares : trompette
- Marquinho Osócio : guitare et chant
- Sidney Linhares : guitare
- Claudio Rosa : basse et chant
- Bruno Silveira : batterie
- Thiago Silva : batterie et percussions
- Mafran do Maracanã et Ricardo Brasil : percussions

## Discographie
Discographie établie grâce à CliqueMusic.

### Albums studio
| Année | Titre                 | Maison de disques           | Commentaires                                                                |
| ----- | --------------------- | --------------------------- | --------------------------------------------------------------------------- |
| 1977  | Maria Fumaça          | Records de l'Atlantique     | —                                                                           |
| 1978  | Gafieira universelle  | RCA Victor                  | —                                                                           |
| 1980  | Saci Pererê           | RCA Victor                  | —                                                                           |
| 2001  | Mouvement             | Groupe de musique universel | Sorti à l'international sous le titre Rebirth sur le label Mr Bongo Records |
| 2011  | Super Nova Samba Funk | Far Out Recordings (en)     | —                                                                           |
| 2019  | Le son des Amériques  | Groupe de musique universel | —                                                                           |

### Singles
| Année | Face A               | Face B                              | Maison de disques | Album        | Commentaires                                     |
| ----- | -------------------- | ----------------------------------- | ----------------- | ------------ | ------------------------------------------------ |
| 1977  | Maria Fumaça         | Mr. Funky Samba                     | Atlantic Records  | Maria Fumaça | —                                                |
| 1977  | À Baixa do Sapateiro | Mr. Funky Samba                     | Atlantic Records  | Maria Fumaça | —                                                |
| 1980  | Saci Pererê          | Amor Natural                        | RCA Victor        | Saci Pererê  | —                                                |
| 2002  | Magie du plaisir     | Tomorrow                            | M. Bongo Records  | Movimento    | —                                                |
| 2003  | Carrousel            | —                                   | Regata Música     | —            | C'est un seul CD, sans face B                    |
| 2016  | Maria Fumaça         | Mr. Funky Samba                     | Mr Bongo Records  | —            | —                                                |
| 2016  | Mlle Cheryl          | Melô do Tagarela (Rapper's Delight) | Mr Bongo Records  | —            | La face B est une version Luís Carlos Miele (pt) |

### Doubles
| Année | Face A                          | Face B                             | Maison de disques | Commentaires                                            |
| ----- | ------------------------------- | ---------------------------------- | ----------------- | ------------------------------------------------------- |
| 1977  | Coração Selvagem / Maria Fumaça | Tudo Era Lindo / Chorinho para Ele | WEA               | Avec Belchior (pt), Carlos Dafé (pt) et Hermeto Pascoal |
| 1980  | Miss Cheryl / Melissa           | Subindo o Morro / Amor Natural     | RCA Victor        | —                                                       |

### Compilations
| Année | Titre                       | Maison de disques           | Commentaires                               |
| ----- | --------------------------- | --------------------------- | ------------------------------------------ |
| 1996  | Banda Black Rio             | BMG                         | (publié dans le cadre de la série Aplauso) |
| 1996  | The Best Of Banda Black Rio | The Best Of Banda Black Rio | —                                          |

### Participations
| Année | Artiste          | Titre                      | Pistes       | Maison de disques     | Commentaires |
| ----- | ---------------- | -------------------------- | ------------ | --------------------- | --- |
| 1977  | Raul Seixas      | O Dia em que a Terra Parou | —            | WEA                   | — |
| 1977  | Vários Artistas  | Locomotivas                | 7            | Som Livre             | Bande originale du feuilleton du même nom                                                                                                   |
| 1977  | Carlos Dafé (pt) | Pra Que Vou Recordar       | —            | WEA                   | — |
| 1978  | Tim Maia         | Tim Maia Disco Club        | —            | WEA                   | — |
| 1979  | Vários Artistas  | Sábado Alucinante          | 1, 4, 7 e 11 | Philips Records       | Bande originale du film du même nom |
| 1995  | Vários Artistas  | Global Brazilians          | 14 e 15      | Metalimbo Records     | Collection allemande de musique brésilienne                                                                                                 |
| 2002  | Caetano Veloso   | Bicho Baile Show           | —            | Universal Music Group | Spectacle basé sur l'album Bicho, enregistré en 1978 après une saison au théâtre Carlos Gomes et publié en CD dans le coffret Todo Caetano. |